# Жюри КВН

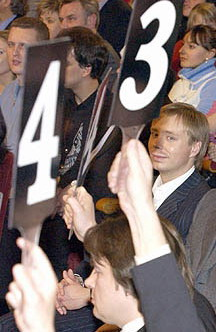
Члены жюри Высшей лиги КВН поднимают таблички с оценками

Жюри КВН оценивает выступление команд в игре КВН путём выставления отметок.

## Организация жюри

### Состав жюри
В составе, как правило, не менее пяти участников во главе с председателем, координирующим работу жюри и подводящим общий итог игры. В жюри Высшей лиги КВН обычно приглашаются известные люди: звёзды шоу-бизнеса, телеведущие, ветераны КВН, продюсеры, артисты, бизнесмены. В жюри Премьер-лиги КВН приглашают, в основном, популярных бывших и действующих КВНщиков Высшей лиги.

### Компетенция жюри
Жюри оценивает каждый конкурс в составе игры. Во внимание берётся качество юмора, актёрское мастерство, музыкальное исполнение, декорации, подготовленные командами, их остроумность. Жюри может своим решением вывести команду, не набравшую достаточное количество очков, в следующий этап соревнований. Также члены жюри могут предложить командам сыграть какой-нибудь конкурс или поучаствовать в нём. Например, они могут задать командам вопрос в разминке или начать стихотворение в поэтическом конкурсе капитанов.

### Система выставления оценок
Каждый член жюри после окончания очередного конкурса обязан оценить одной отметкой выступление каждой команды. Для каждого конкурса есть свой балл-максимум, который ведущий напоминает для жюри перед выставлением отметок.
В разных лигах подсчёт очков ведётся по-разному. Классический способ — поднятие каждым членом жюри табличек с целыми числами, указывающими количество выставленных баллов. Затем подсчитывается среднее арифметическое отметок всего жюри, которое и идёт в официальный протокол встречи. Затем эти средние арифметические за каждый конкурс складываются в общую сумму для каждой команды-участницы, по которой и определяются итоговые места.
Одно время на столике каждого члена жюри Высшей лиги стоял ноутбук, в который они вводили свои оценки, но впоследствии от этой идеи отказались, однако уже на протяжении долгих лет все арифметические подсчёты ведутся на персональном компьютере, установленном в зале.
Процессом подсчёта и объявления результатов заведуют редакторы КВН. В Премьер-лиге жюри, совещаясь, выставляет каждой команде один, общий балл за каждое выступление. В этом случае оценка является смешанным числом с десятичной дробной частью. Баллы за каждый конкурс объявляют редакторы.

### Члены жюри Высшей лиги КВН
В данной таблице указаны имена членов жюри Высшей лиги разных лет. В списке не учитываются появления в жюри различных фестивалей, Летних кубков и Спецпроектов (за исключением финала Турнира десяти и утешительных полуфиналов, в том числе и утешительных полуфиналов 2020 и 2021, которые были непосредственной частью сезона Высшей лиги). Больше всего появлений в жюри у Юлия Гусмана, Константина Эрнста, Леонида Ярмольника и Валдиса Пельша.
| Имя                        | Игры в жюри |
| -------------------------- | ----------- |
| Александр Абдулов          | 15          |
| Пётр Авен                  | 3           |
| Ефим Аглицкий              | 1           |
| Альберт Аксельрод          | 3           |
| Юрий Аксюта                | 6           |
| Вера Алентова              | 1           |
| Бари Алибасов              | 1           |
| Аркадий Арканов            | 1           |
| Анна Асти                  | 1           |
| Грант Бабасян              | 3           |
| Сергей Бабкин              | 6           |
| Жанна Бадоева              | 1           |
| Юлия Барановская           | 1           |
| Александр Белов            | 1           |
| Леонид Белов               | 1           |
| Сергей Белоголовцев        | 1           |
| Mia Boyka                  | 1           |
| Михаил Боярский            | 1           |
| Ольга Бузова               | 1           |
| Константин Буравлёв        | 1           |
| Георгий Бурков             | 2           |
| Андрей Бурковский          | 4           |
| Камила Валиева             | 2           |
| Виктор Васильев            | 5           |
| Игорь Верник               | 67          |
| Галина Волчек              | 7           |
| Александр Ворошило         | 1           |
| Зиновий Высоковский        | 1           |
| Полина Гагарина            | 1           |
| Максим Галкин              | 6           |
| Михаил Галустян            | 58          |
| Вадим Галыгин              | 32          |
| Сергей Гармаш              | 6           |
| Александр Гафин            | 1           |
| Евгений Герасимов          | 1           |
| Вера Глаголева             | 3           |
| Ярослав Голованов          | 29          |
| Мария Голубкина            | 3           |
| Григорий Горин             | 1           |
| Владимир Грамматиков       | 1           |
| Лариса Гузеева             | 5           |
| Александр Гуревич          | 1           |
| Людмила Гурченко           | 1           |
| Юлий Гусман                | 261         |
| Марат Гюльбекян            | 1           |
| Георгий Данелия            | 1           |
| Ольга Дворецкая            | 1           |
| Андрей Дементьев           | 7           |
| Иван Демидов               | 36          |
| Михаил Державин            | 2           |
| Владимир Довгань           | 4           |
| Татьяна Догилева           | 3           |
| Евгений Донских            | 1           |
| Екатерина Драгунова        | 1           |
| Егор Дружинин              | 2           |
| Дмитрий Дюжев              | 2           |
| Владимир Евтушенков        | 1           |
| Николай Ерёменко           | 1           |
| Михаил Ефремов             | 56          |
| Никита Ефремов             | 3           |
| Сергей Жигунов             | 5           |
| Сергей Жилин               | 16          |
| Светлана Жильцова          | 1           |
| Александр Жуков            | 1           |
| Геннадий Завирюха          | 1           |
| Анастасия Заворотнюк       | 2           |
| Михаил Задорнов            | 3           |
| Эдгард Запашный            | 5           |
| Александр Иванов           | 8           |
| Аркадий Инин               | 4           |
| Елена Исинбаева            | 1           |
| Фазиль Искандер            | 1           |
| Денис Казанский            | 2           |
| Антон Комолов              | 30          |
| Тина Канделаки             | 1           |
| Сергей Капков              | 2           |
| Юлианна Караулова          | 3           |
| Демис Карибидис            | 1           |
| Гарри Каспаров             | 7           |
| Игорь Кваша                | 1           |
| Игорь Кио                  | 1           |
| Андрей Кириленко           | 4           |
| Андрей Кнышев              | 2           |
| Дмитрий Колчин             | 3           |
| Андрей Конрадов            | 2           |
| Виталий Коротич            | 1           |
| Борис Краснов              | 1           |
| Алексей Кривеня            | 2           |
| Гоша Куценко               | 1           |
| Отар Кушанашвили           | 3           |
| Константин Лавроненко      | 14          |
| Евгений Лазарев            | 1           |
| Сергей Лазарев             | 1           |
| Татьяна Лазарева           | 1           |
| Янислав Левинзон           | 1           |
| Максим Ликсутов            | 4           |
| Владислав Листьев          | 3           |
| Светлана Лобода            | 2           |
| Анатолий Лысенко           | 19          |
| Андрей Макаревич           | 49          |
| Андрей Макаров             | 15          |
| Юрий Макаров               | 6           |
| Андрей Малахов             | 2           |
| Михаил Марфин              | 5           |
| Александр Масляков         | 2           |
| Евгения Медведева          | 7           |
| Валерий Меладзе            | 4           |
| Валерий Мелехов            | 1           |
| Андрей Меньшиков           | 1           |
| Владимир Меньшов           | 2           |
| Юлия Меньшова              | 5           |
| Виктор Мережко             | 16          |
| Андрей Мерзликин           | 1           |
| Екатерина Мизулина         | 4           |
| Яков Минасян               | 1           |
| Андрей Миронов             | 1           |
| Алла Михеева               | 18          |
| Михаил Мишин               | 4           |
| Сергей Муратов             | 4           |
| Вячеслав Муругов           | 24          |
| Андрей Мягков              | 8           |
| Татьяна Навка              | 9           |
| Дмитрий Нагиев             | 46          |
| Никита Нагорный            | 2           |
| Александр Никитин          | 1           |
| Юрий Николаев              | 1           |
| Олег Новицкий              | 2           |
| Евгений Окс                | 1           |
| Александр Олешко           | 6           |
| Урмас Отт                  | 5           |
| Виталий Павлов             | 1           |
| Андрей Панин               | 1           |
| Александр Панкратов-Чёрный | 1           |
| Владимир Панченко          | 2           |
| Леонид Парфёнов            | 41          |
| Александр Пашутин          | 2           |
| Пелагея                    | 47          |
| Светослав Пелишенко        | 2           |
| Валдис Пельш               | 124         |
| Сергей Першин              | 1           |
| Виталий Песков             | 5           |
| Олег Пивоваров             | 2           |
| Александр Пономарёв        | 7           |
| Роман Постовалов           | 2           |
| Александр Починок          | 1           |
| Александр Пушной           | 1           |
| Юрий Радзиевский           | 2           |
| Ксения Разуваева           | 1           |
| Александр Ревва            | 11          |
| Сергей Рогожкин            | 1           |
| Андрей Рожков              | 2           |
| Анатолий Ромашин           | 2           |
| Владислав Ромин            | 1           |
| Юрий Рост                  | 3           |
| Юрий Ростовцев             | 1           |
| Эльдар Рязанов             | 1           |
| Виктор Савиных             | 2           |
| Борис Салибов              | 4           |
| Пётр Сапрыкин              | 1           |
| Юрий Саульский             | 2           |
| Сергей Светлаков           | 7           |
| Алексей Сивицкий           | 1           |
| Екатерина Скулкина         | 1           |
| Семён Слепаков             | 23          |
| Леонид Слуцкий             | 1           |
| Владимир Снегирёв          | 1           |
| Владимир Соловьёв          | 1           |
| Сергей Соловьёв            | 1           |
| Александр Стриженов        | 2           |
| Екатерина Стриженова       | 11          |
| Гарик Сукачёв              | 2           |
| Олег Сысуев                | 1           |
| Владимир Сычёв             | 2           |
| Валерий Сюткин             | 2           |
| Антон Табаков              | 4           |
| Сангаджи Тарбаев           | 2           |
| Юрий Тимянский             | 1           |
| Всеволод Титов             | 1           |
| Виктория Токарева          | 1           |
| Олег Толкачёв              | 2           |
| Геннадий Трегубов          | 1           |
| Владислав Третьяк          | 3           |
| Виктор Трофимов            | 1           |
| Игорь Угольников           | 12          |
| Иван Ургант                | 5           |
| Эдуард Успенский           | 6           |
| Василий Уткин              | 9           |
| Наталья Фатеева            | 2           |
| Леонид Филатов             | 1           |
| Питер Фишер                | 3           |
| Николай Фоменко            | 8           |
| Константин Хабенский       | 1           |
| Геннадий Хазанов           | 6           |
| Валерий Хаит               | 1           |
| Дмитрий Харатьян           | 7           |
| Дмитрий Хрусталёв          | 19          |
| Люся Чеботина              | 2           |
| Алексей Чумаков            | 1           |
| Яна Чурикова               | 1           |
| Владимир Шаинский          | 4           |
| Сергей Шакуров             | 9           |
| Shaman                     | 1           |
| Максим Шарафутдинов        | 1           |
| Карен Шахназаров           | 5           |
| Василий Шахновский         | 1           |
| Михаил Шац                 | 1           |
| Артур Шедловский           | 1           |
| Всеволод Шиловский         | 1           |
| Александр Ширвиндт         | 2           |
| Николай Шкопоров           | 1           |
| Михаил Шмойлов             | 7           |
| Сергей Шойгу               | 1           |
| Сергей Шолохов             | 21          |
| Сергей Шнуров              | 2           |
| Александр Штоколов         | 3           |
| Римма Шульгина             | 1           |
| Анна Щербакова             | 1           |
| Константин Эрнст           | 231         |
| Алексей Ягудин             | 13          |
| Михаил Яковлев             | 1           |
| Леонид Якубович            | 32          |
| Леонид Ярмольник           | 108         |
| Станислав Ярушин           | 1           |

### Жюри фестиваля КВН «Голосящий КиВиН»
В жюри фестиваля приглашаются 6—9 человек. Как правило, это российские (в годы проведения фестиваля в Латвии, и латвийские) деятели культуры: актёры, режиссёры, музыканты и т. д. В отличие от игр Высшей лиги КВН, на музыкальном фестивале команды за свои выступления не получают оценки. Своё решение жюри принимает коллегиально, после выступления всех команд. Озвучивают своё решение члены жюри со сцены, лично вручая награды командам.
В жюри фестиваля приглашались и знаменитости, не бывавшие в жюри Высшей лиги. Среди них:
- Сергей Безруков
- Лайма Вайкуле
- Владимир Винокур
- Олег Газманов
- Лариса Долина
- Марк Дубовский
- Алла Духова
- Ренарс Кауперс
- Илья Лагутенко
- Андрис Лиепа
- Владимир Маркин
- Лолита Милявская
- Александр Олешко
- Александр Панайотов
- Марк Розовский
- Михаил Танич
- Нил Ушаков
- Александр Цекало